# لوئیجی فاکتا
لوئیجی فاکتا (انگلیسی: Luigi Facta؛ ۱۶ نوامبر ۱۸۶۱ – ۵ نوامبر ۱۹۳۰) یک سیاست‌مدار و روزنامه‌نگار اهل پادشاهی ایتالیا بود.